# Spaghetti
Spaghetti [spaˈɡet.ti] – rodzaj długiego, cienkiego makaronu, podstawa dań tradycyjnej kuchni włoskiej. W języku polskim słowo to bywa również używane w odniesieniu do potraw z tego makaronu.
Typowe danie składa się z porcji świeżo ugotowanego makaronu wymieszanego z odpowiednim sosem i opcjonalnie posypanego serem (we Włoszech najczęściej parmezanem lub pecorino).

## Gotowanie makaronu
Spaghetti składa się z długich (do ok. 80 cm), prostych i dość grubych nitek. Produkuje się je z twardych odmian mąki pszenicznej tzw. pszenicy durum.
Makaron ten „wkręca się” bez łamania do dużej ilości osolonej wody (1 litr wody na każde 100 g). Następnie gotuje się go przez 8-12 minut (zależnie od rodzaju), odcedza się wodę, miesza makaron z sosem i podaje na stół. Spaghetti nie należy zalewać zimną wodą.
Dobrze ugotowane spaghetti powinno być al dente (wł. na ząb), tzn. lekko twarde, ale nie surowe. Po rozciągnięciu i przełamaniu dobrze ugotowanego makaronu, nitka wydaje charakterystyczny trzask, a w jej przekroju widoczna jest niewielka kropeczka, świadcząca o nieprzegotowaniu. Nadmierne rozgotowywanie spaghetti jest najczęstszym błędem przy jego przyrządzaniu.